# Albertus Paulus Hermanus Hotz

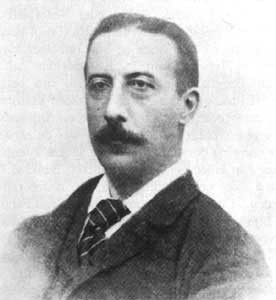
Albertus Paulus Hermanus Hotz

Albertus Paulus Hermanus Hotz (* 22. Februar 1855 in Rotterdam; † 11. April 1930 in Cologny, Schweiz) war ein holländischer Unternehmer und Fotograf.

## Leben
Seine Eltern waren Jacques Cornelis Paulus Hotz und Gertrude Arnolda Johanna Pino Post. Sein Vater war Miteigentümer einer Eisengießerei in Den Haag. Nachdem der persische Schah Naser al-Din 1873 erstmals Europa besucht hatte und der holländische Generalkonsul Keun van Hoogerwoerd in Buschehr Handelsbeziehungen mit Persien anregte, gründete sein Vater 1874 die Vennootschap Perzische Handelsvereeniging J.C.P. Hotz & Zoon.
Albertus wurde im November 1874 für den weiteren Ausbau des Unternehmens in den Iran gesandt, um dort Handelskontakte zwischen den beiden Ländern zu knüpfen. Er musste nach dem Tod seines Vaters jedoch schon im Mai 1875 nach Holland zurückkehren und das Unternehmen, das er in Hotz & Co umbenannte, reorganisieren.
1877 ging er wieder in den Iran und gründete Handelsbüros in Isfahan (wo Hoeltzer im benachbarten Julfa lebte), Baghdad und Basrah. Er versuchte auch, holländische und andere Bankiers zu überzeugen, im Iran zu investieren. Nach einigen finanziellen Fehlschlägen zogen sich jedoch alle Geldgeber zurück und er musste 1878 nach Holland zurückkehren.
1880 ging er das dritte Mal in den Iran. 1883 half er bei der Organisation des persischen Stands auf der Internationalen Ausstellung in Amsterdam. In dieser Zeit verlegte er den europäischen Hauptsitz seines Unternehmens nach London. In den nächsten Jahren unterhielt er Handelsagenturen in Bushire, Shiraz, Isfahan, Burujird, Sultanabad, Yazd, Baghdad und Basrah. Er dehnte seine unternehmerischen Interessen weiter aus, beteiligte sich an einer Kohlenmine, an der Gründung der Imperial Bank of Persia (1889) und in der Opium- und Teppichindustrie. Er erkundete Transportmöglichkeiten auf dem Fluss Karun. Im März 1884 hatte der Gouverneur von Isfahan, der älteste Sohn des Schahs, ihm eine Konzession zur Ölförderung in Daliki in der Provinz Chuzestan erteilt. Mit der Bohranlage fand er aber kein Öl. 1885 wurde er holländischer Konsul im Iran mit Sitz in Buschehr. Nachdem der internationale Handel 1895 einbrach, ging sein Unternehmen wie auch viele andere europäische Handelshäuser unter. 1903 beendete er den Handel.
1893 heiratete er Lucy Helen Woods, die Tochter von Henry Woods, Pascha, einem Britischen Marineoffizier, der als aide-de-camp für Sultan Abdülhamid II. (1876–1909) in Istanbul arbeitete. Sie hatten drei Kinder.
1906 wurde er Mitglied der Commissie van Advies voor 's Rijks Geschiedkundige Publicatiën in Den Haag und er schrieb über die Rolle der Verenigde Oostindische Compagnie in Persien. 1909–16 arbeitete er am holländischen Konsulat in Beirut, 1917 wurde er Konsul und am 21. April 1921 ging er in den Ruhestand.
Gesundheitlich angeschlagen ging er nach Lugano in der Schweiz, um nahe bei seinem Sohn Hendrik zu sein, der krank im Sanatorium in Davos lag und im gleichen Jahr starb.
Albertus wurde nach seinem Tod im Rotterdamer Vorort Crooswijk bestattet.
1890–91 hatte er eine Reise durch Persien, Kaukasus und Russland unternommen, auf der er auch seine Handelsbüros besuchte. Auf der Reise fertigte und kaufte er über 2700 Photographien von allen möglichen Produkten und Handelsaktivitäten. Entwickeln ließ er die Bilder bei dem englischen Fotografen John Thomson (1837–1921). Er sammelte auch eine große Zahl von Büchern, Atlanten, geografischen Werken und jede Art von Dokumentation über Persien. Seine Atlanten und geografischen Werke schenkte er der Royal Geographic Society in London, wo sie noch heute zu sehen sind. Seine Bibliothek umfasste 10.000 Werke. Seine Witwe vermachte 1935 alles der Universität Leiden.